# Győzelmi oszlop (Berlin)

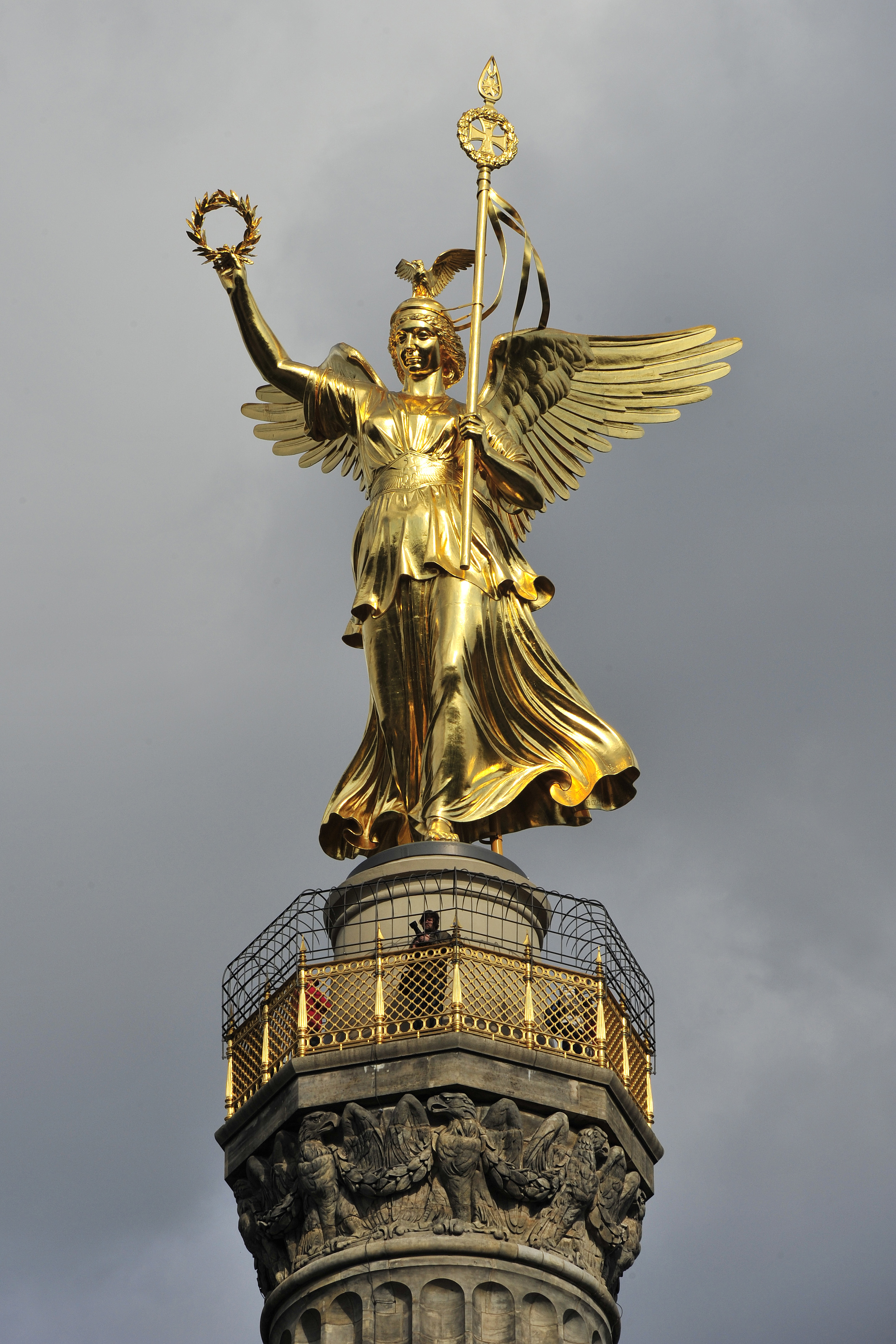
Az oszlop tetején lévő Viktória-szobor

A Győzelmi oszlop (németül:  Siegessäule (segítség·infó) , a Sieg „győzelem” és Säule „oszlop” szavakból) történelmi emlékmű Berlinben, Németország fővárosában. Heinrich Strack tervezte a porosz–dán háborúban aratott porosz győzelem emlékére, 1873. szeptember 2-án avatták fel. Előtte a Porosz Királyság 1866-ban Ausztria, majd 1871-ben Franciaország felett is diadalmaskodott, így az emlékmű többszörösen indokolttá vált. Az eredeti tervektől eltérően ezek az úgynevezett „német egyesítési háborúk” inspirálták az emlékmű tetején felállított Victoria-szobrot, mely 8,3 méter magas és 35 tonna súlyú. A Friedrich Drake által tervezett szobornak a helyiek a Goldelse becenevet adták, ami „Arany Bözsit” jelent.
A Győzelmi oszlop a város egyik fő látványossága, kilátója egyedülálló berlini panorámát nyújt.

## Fordítás
- Ez a szócikk részben vagy egészben  a   Berlin Victory Column című angol Wikipédia-szócikk ezen változatának fordításán alapul.  Az eredeti cikk szerkesztőit annak laptörténete sorolja fel. Ez a jelzés csupán a megfogalmazás eredetét és a szerzői jogokat jelzi, nem szolgál a cikkben szereplő információk forrásmegjelöléseként.